# 莫斯塔爾
莫斯塔爾，是波斯尼亚和黑塞哥维那实体之一波黑联邦黑塞哥維那-內雷特瓦州的城市及市镇，为该州的首府，黑塞哥維那地區最大的中心都市，波黑國內第五大都市。市镇面积为1,175平方公里，2013年人口数量为105.797人，其中60,195人居住在同名中心城区里。
內雷特瓦河流經市內。在波黑戰爭期間，莫斯塔爾被實際上獨立的克羅埃西亞赫塞哥波士尼亞共和國定為首都（但由於政治形勢，實際上的首都是莫斯塔爾近郊的古爾德）。

## 地理
莫斯塔爾位於波黑南部，黑塞哥維那中部地區。莫斯塔爾都市區位於黑塞哥維那地區的地理中心，因內雷特瓦河流經峽谷中心，因而又名「內雷特瓦河之城」（grad na rijeci Neretvi）。
簽訂之前，莫斯塔爾都市區由三個盆地，北側的比耶洛波列（Bijelo polje）是城市的北郊，中部的莫斯塔爾峽谷（mostarska kotlina）是莫斯塔爾市區及西郊。南側的比什切波列（Bišće polje）則是南郊和莫斯塔爾的工業地區。比什切波列在許多地圖上都被標記為莫斯塔爾斯卡波列（Mostarsko polje）。市區位於標高60〜80米處，附近是維列茲山區和狄那里克阿爾卑斯山脈的一部份貝魯尼山區。莫斯塔爾除了內雷特瓦河之外，還有拉托波利河，近郊有布納河、布尼采河、雅塞尼采等河流。

## 氣候
莫斯塔爾屬於地中海氣候區，冬季温暖夏季凉爽，最高氣溫紀錄曾達45℃，是南斯拉夫最炎熱的城市，現在也是波黑最炎熱的城市。秋季至冬季降水量多，夏季則少雨。莫斯塔爾降雪較少，一年中記錄有15日以上降雪的年份有1955年、1956年、1963年（23日）、1984年、1985年（27日）、2004年、2005年。莫斯塔爾最寒冷的冬天之一是在1971年，當時有37cm的降雪記錄。除此之外，1929年、1940年、1956年的冬天也極為寒冷。2012年2月4日，莫斯塔爾被完全封鎖，大雪持續了60小時，交通混亂使得市民的生活陷入麻痹，波黑政府宣佈進入自然災害狀態。翌日的2月5日，積雪記錄達88cm，這是莫斯塔爾觀測史上的首次。
2009年7月17日，聯邦水文氣象機構記錄下當晚莫斯塔爾夜間的最低氣溫未低於過29.3℃的記錄，這是1893年以来的首次。 2011年9月，莫斯塔爾宣佈其是歐洲最熱的都市之一，而這個9月也是過去65年來最熱的9月。1987年9月15日，曾記錄過達40.6℃的高溫。最近10年來，莫斯塔爾的氣候有著明顯的變化，乾燥的天氣和難以忍受的炎熱夏天頻發，也引發了自然災害。
| 莫斯塔爾                | 莫斯塔爾   | 莫斯塔爾    | 莫斯塔爾    | 莫斯塔爾    | 莫斯塔爾    | 莫斯塔爾    | 莫斯塔爾    | 莫斯塔爾    | 莫斯塔爾    | 莫斯塔爾    | 莫斯塔爾    | 莫斯塔爾   | 莫斯塔爾     |
| 月份                    | 1月        | 2月         | 3月         | 4月         | 5月         | 6月         | 7月         | 8月         | 9月         | 10月        | 11月        | 12月       | 全年         |
| ----------------------- | ---------- | ----------- | ----------- | ----------- | ----------- | ----------- | ----------- | ----------- | ----------- | ----------- | ----------- | ---------- | ------------ |
| 平均高温 °C（°F）       | 8.4 (47.1) | 10.8 (51.4) | 14.6 (58.3) | 19.0 (66.2) | 24.0 (75.2) | 27.6 (81.7) | 31.1 (88.0) | 30.8 (87.4) | 26.9 (80.4) | 21.0 (69.8) | 14.5 (58.1) | 9.7 (49.5) | 19.9 (67.8)  |
| 平均低温 °C（°F）       | 1.9 (35.4) | 3.2 (37.8)  | 5.4 (41.7)  | 8.4 (47.1)  | 12.5 (54.5) | 15.8 (60.4) | 18.6 (65.5) | 18.4 (65.1) | 15.3 (59.5) | 11.2 (52.2) | 6.7 (44.1)  | 3.3 (37.9) | 10.1 (50.1)  |
| 平均降水量 mm（）       | 165 (6.5)  | 151 (5.9)   | 150 (5.9)   | 127 (5.0)   | 102 (4.0)   | 78 (3.1)    | 43 (1.7)    | 74 (2.9)    | 96 (3.8)    | 151 (5.9)   | 200 (7.9)   | 179 (7.0)  | 1,516 (59.6) |
| 平均降水天数            | 13         | 12          | 12          | 13          | 12          | 12          | 7           | 8           | 8           | 11          | 13          | 13         | 134          |
| 来源：世界气象组织 (UN) |            |             |             |             |             |             |             |             |             |             |             |            |              |

## 歷史
莫斯塔爾在新石器時代、青銅器時代、鐵器時代等史前時代之前的時期就已經被確認有人類在此生活。在鐵器時代，農業和畜牧業得到發展，和附近地區展開了貿易。另外，也保留有羅馬化之前的伊利里亞人生活的痕跡，其墓地和要塞的遺址仍能找到。羅馬時代之前人類生活的洞窟及貨幣、武器等遺跡仍然存在。羅馬時期，這片地區被劃入達爾馬提亞行政。莫斯塔爾附近還發現了三個早期基督教的巴西利卡。其中歷史可追溯至5世紀至6世紀的希姆巴西利卡（Early Christian Basilica Cim）是波黑的文化遺產，也是基督教在這一地區普及的證明。羅馬帝國崩潰後，斯拉夫人來到了這裡。

### 中世紀
中世紀初期，莫斯塔爾附近屬扎庫盧米亞（Zachlumia）公國。扎庫盧米亞的自治雖然受到法蘭克帝國的很強影響，在米哈伊·萊斯維奇（Michael Višević，910 - 950）的時期其獲得了較高的自治。在13世紀后扎庫盧米亞一度被尼曼雅王朝併吞。進入14世紀后，在1320年代，扎庫盧米亞屬於匈牙利皇冠領地波士尼亞省。在14世紀至15世紀，君主的權力較強。其中斯特凡·武科奇奇居住在莫斯塔爾近郊的布拉加，1448年獲得了黑塞哥的稱號。黑塞哥這個稱號和聖薩瓦公國及聖薩瓦有關，和今日的黑塞哥維納、新海爾采格等地名也有關係。莫斯塔爾的建城很可能是開始自斯特凡公時期，1440年代在這裡修建了兩個塔和要塞。建于右岸的要塞被稱為塔拉（Tara），左岸的被稱為赫勒比耶（Helebija）。赫勒通古薩塔建於塔拉塔的附近。這些塔都是出於防禦目的而修建。斯特凡時期還修建了一座木質吊橋。阿方索五世的特許状中也間接提到過莫斯塔爾。莫斯塔爾作為居民點首次在文書中被提及是在1452年4月3日，一位杜布羅夫尼克出身人士在給他的一位同鄉寄信時，提到弗拉迪斯拉夫·黑塞哥維奇（Vladislav Hercegović）反抗他的父親斯特凡，佔領了布拉加（Blagaj）和兩個要塞、內雷特瓦橋（Duo Castelli al ponte de Neretua）等地。

### 奧斯曼統治時期
莫斯塔爾這個名稱首次出現是在1468年至1469年奧斯曼土耳其進行的一次調査中提及內雷特瓦河畔的一個村莊建有兩座塔，這個調查出現在1474年拉古薩共和國議會的文書中。莫斯塔爾這個名稱是來自于「守橋人」（mostari）一詞，當時有一條自市場通往左岸的木製橋樑。奧斯曼帝國自1468年開始統治莫斯塔爾，有35名奧斯曼軍人留在這裡，土地被分割而當地的居民淪為農奴。奧斯曼帝國開始統治莫斯塔爾后，當地開始了都市化的進程，莫斯塔爾首先作為一個法律、行政管區中心得到了開發。自此之後，莫斯塔爾作為礦物資源豐富的波斯尼亞中部至亞得里亞海的貿易路線的中繼地得到發展，內雷特瓦河右岸的住宅區逐漸擴大。莫斯塔爾分為以市場和手工業、商業為主的市場區（čaršija）和近鄰社區及住宅地區兩個不同的區域。1468年，莫斯塔爾改名為克普吕希薩爾（Köprühisar），在土耳其語中的意思是橋附近的要塞。當時市中心有15戶住宅。16世紀，莫斯塔爾因為是是渡過內雷特瓦河重要的交通要塞而被定為內雷特瓦桑扎克的首府，黑塞哥維納地區的行政中心都市。直到今日都是莫斯塔爾象徵的莫斯塔爾老橋修建于1566年。橋樑為石質，以替代之前的木橋。老橋由建築家科查·米馬爾·希南的門生米馬爾·海伊汝汀修建，是奧斯曼時代重要的建築物之一。莫斯塔爾老橋全長28m，高20m，其規模在當時令人驚歎。著名的奧斯曼旅行家愛維亞·瑟勒比在17世紀這樣形容老橋：「橋從一個懸崖延伸至另一個懸崖，就像伸至空中的彩虹一樣…我不過是安拉的一個從屬者，雖遊歷過16個國家卻迄今從未看到過這樣高的橋樑。橋就和天空一樣高，從一處岩石駕往另一處岩石。」。
16世紀至17世紀，城市急速發展。這一時期莫斯塔爾的人口達到10,000人。城市是典型的奧斯曼帝國的都市，街道及其附近得到了開發。舊市區位於內雷特瓦河的兩岸，是僅次于老橋的表現莫斯塔爾歷史最重要的建築物。在17世紀至18世紀初期，莫斯塔爾有24座清真寺。奧斯曼風格城市的發展在17世紀後期至18世紀初期達到頂峰。奧斯曼帝國的支配在19中期后開始衰退，而基督教則取而代之發揮了重要的作用。莫斯塔爾是一座在宗教上頗為寛容的城市，接納了基督教的宗教設施和社區的建設。最古老的正教教會建于1834年，位於城市東側山區的山坡。之後，天主教也確保了自己的空間。

### 近現代

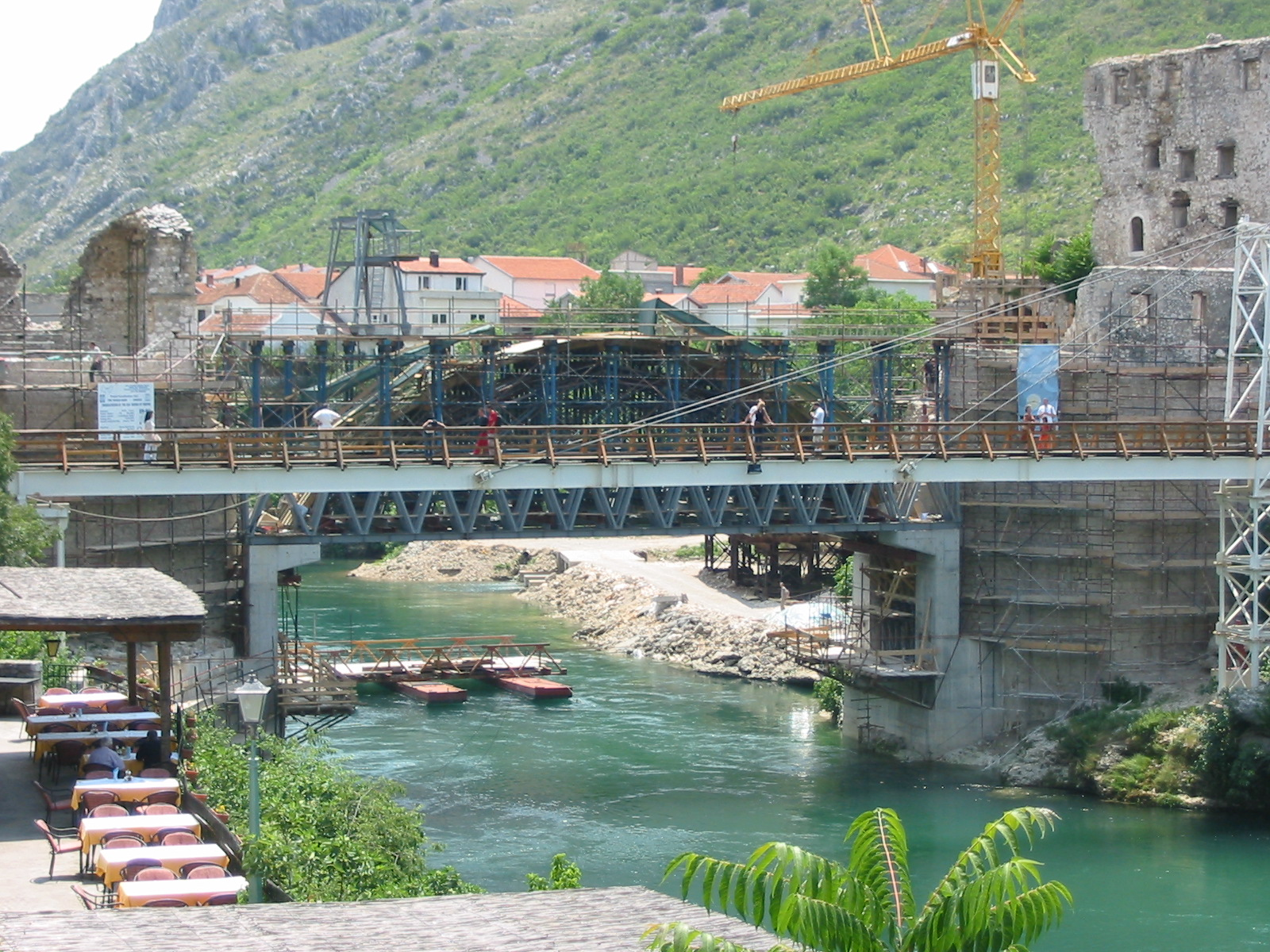
重建中的老橋 2003年6月

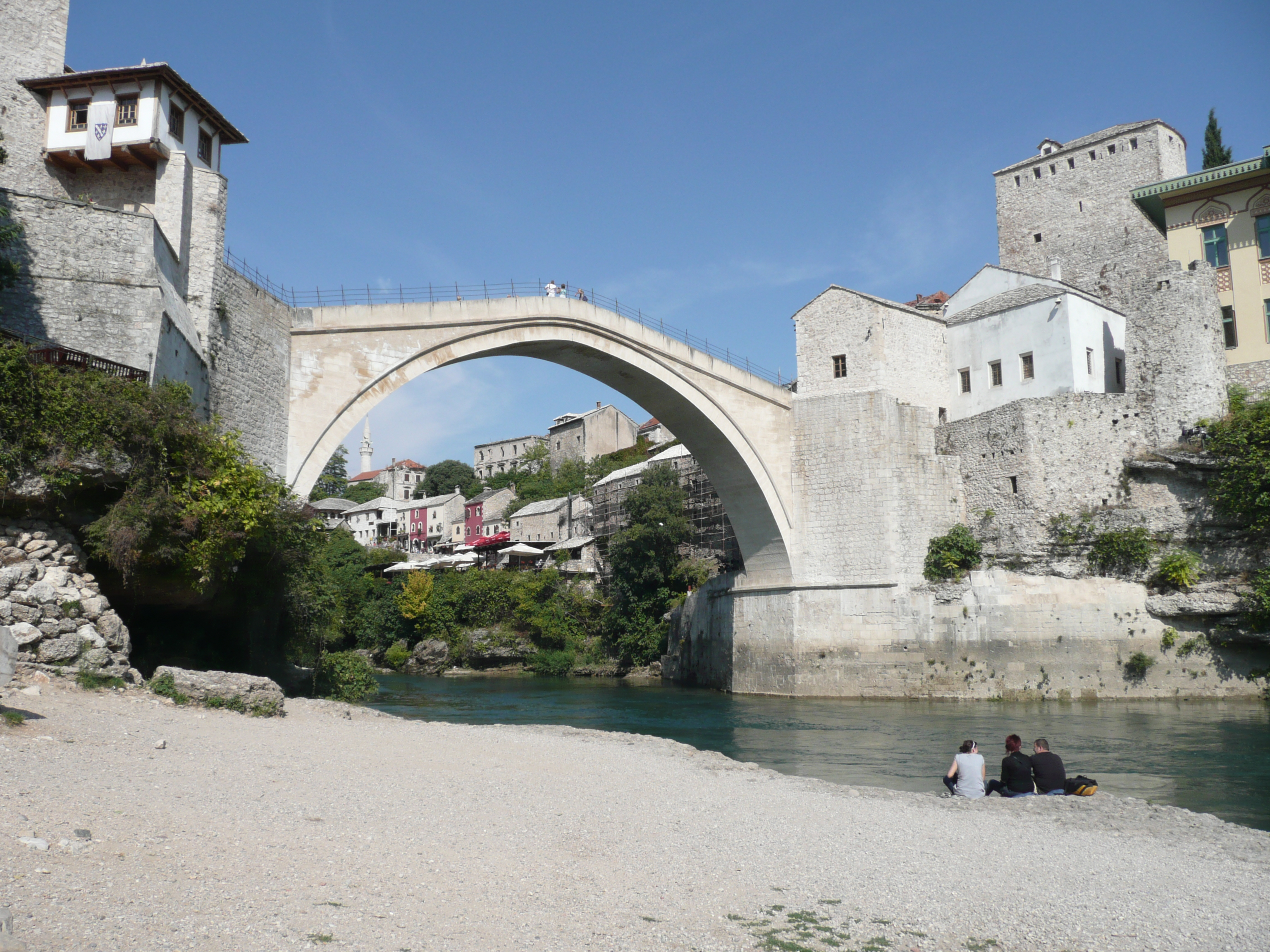
重建後的老橋 2008年9月

1878年至第一次世界大戰後的1918年期間，莫斯塔爾屬奧匈帝國統治。1881年，莫斯塔爾成為莫斯塔爾-杜夫諾主教區的中心。1939年，成為南斯拉夫王國克羅埃西亞自治省的一部份。第二次世界大戰時，莫斯塔爾是納粹德國的傀儡政權克羅埃西亞獨立國的重要都市。第二次世界大戦，莫斯塔爾由南斯拉夫社會主義聯邦共和國統治，作為工業都市得到了開發。有塑料、香煙、鋁土、葡萄酒、飛機、鋁製品製造等產業，在內雷特瓦河上修建了格拉博維察（Grabovica）、薩拉科瓦茨（Salakovac）、莫斯塔爾等水庫，進行水力發電。莫斯塔爾在這個時期是南斯拉夫著名的工業、觀光中心都市。

### 波黑戰爭
波黑宣佈從南斯拉夫獨立后，在1992年至1993年的18個月期間，莫斯塔爾都處在围城之中。南斯拉夫人民軍（JNA）首次攻擊莫斯塔爾是在1992年4月3日，之後逐漸佔領了城市。1992年6月12日，克羅埃西亞國防委員會（HVO）擁有了足以將JNA逐出莫斯塔爾的力量。JNA進行炮擊作為報復，弗朗西斯科會修道院和天主教的大教堂，設有具5万冊藏書的圖書館的主教宮殿，卡拉多茲·貝伊清真寺（Karadžoz-bey）和其他13座清真寺都被破壞。1992年6月中旬，戰線移動至東側，HVO將塞爾維亞正教會的濟托米希利奇修道院和建于1863年至1873年期間的正教聖三一教堂（Саборна црква Св. Тројице、通稱「正教的老教堂」）、聖母誕生教堂（Црква Рођења Пресвете Богородице/Crkva Rođenja Presvete Bogorodice、通稱「正教的新教堂」）等19世紀中期以來的建築物破壞。波黑閣僚理事會的議長尼古拉·什皮里奇（Nikola Špirić）表示，大教堂于2008年春季開始重建，查爾斯皇儲也有出資。1991年11月18日，克羅埃西亞民主同盟（HDZ）在波黑的姊妹政黨波黑克罗地亚民主同盟宣佈克羅埃西亞赫塞哥波士尼亞共和國獨立，宣稱在政治、文化、經濟、領土等各方面都從波黑分離。莫斯塔爾随即被波斯尼亚族武装围城，被分為東西兩部份，西側由克羅埃西亞勢力控制，東側由波黑共和國軍隊控制。1993年11月9日，由於兩勢力的對峙，克羅埃西亞勢力一側將莫斯塔爾老橋破壞。戰爭結束后，前南斯拉夫國際戰犯法庭（ICYT）以反人道罪和破壞莫斯塔爾老橋等其他戰爭中的犯罪對克羅埃西亞赫塞哥波士尼亞的領導者進行追訴。

### 戰爭結束後

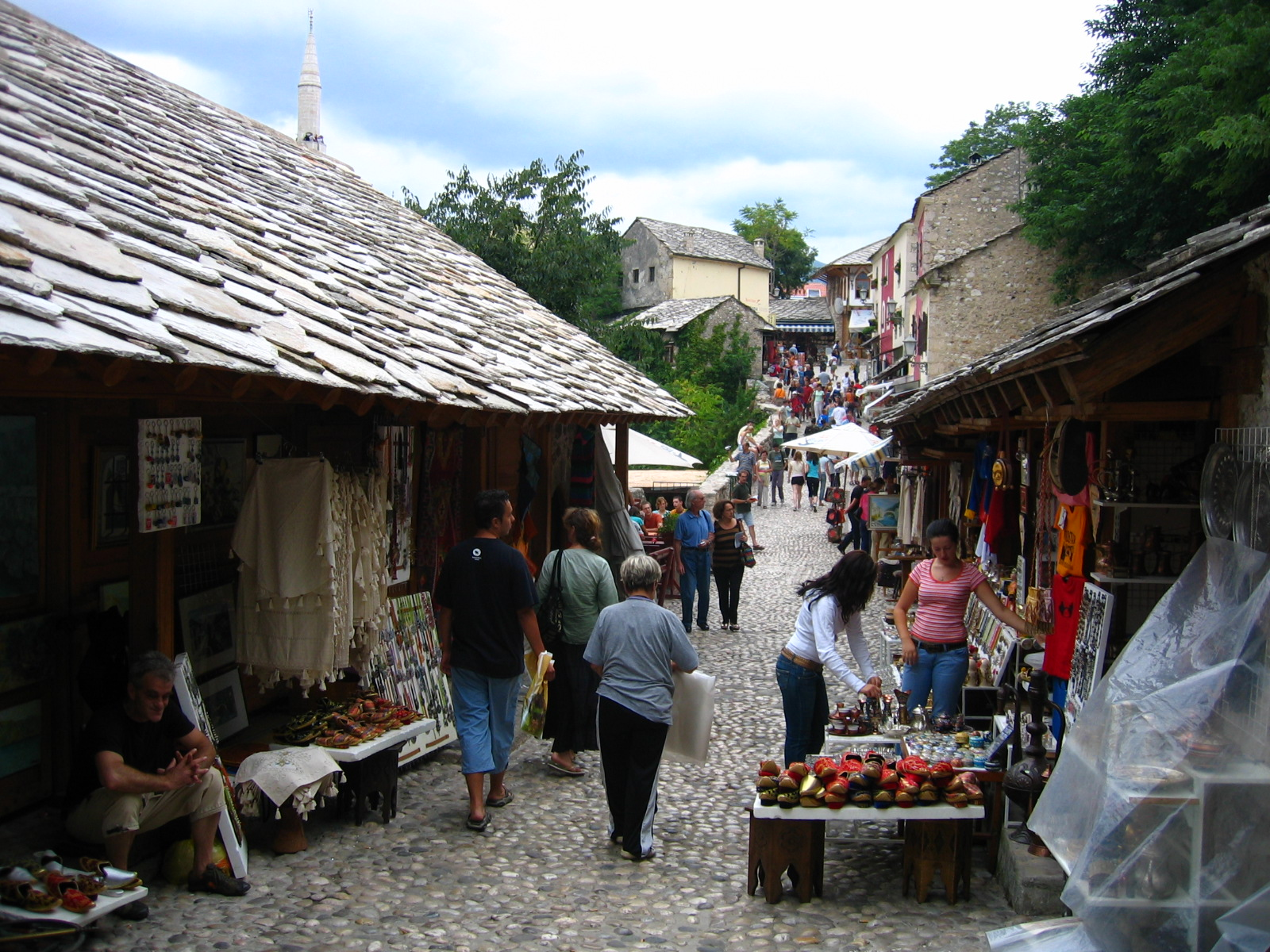
舊市區

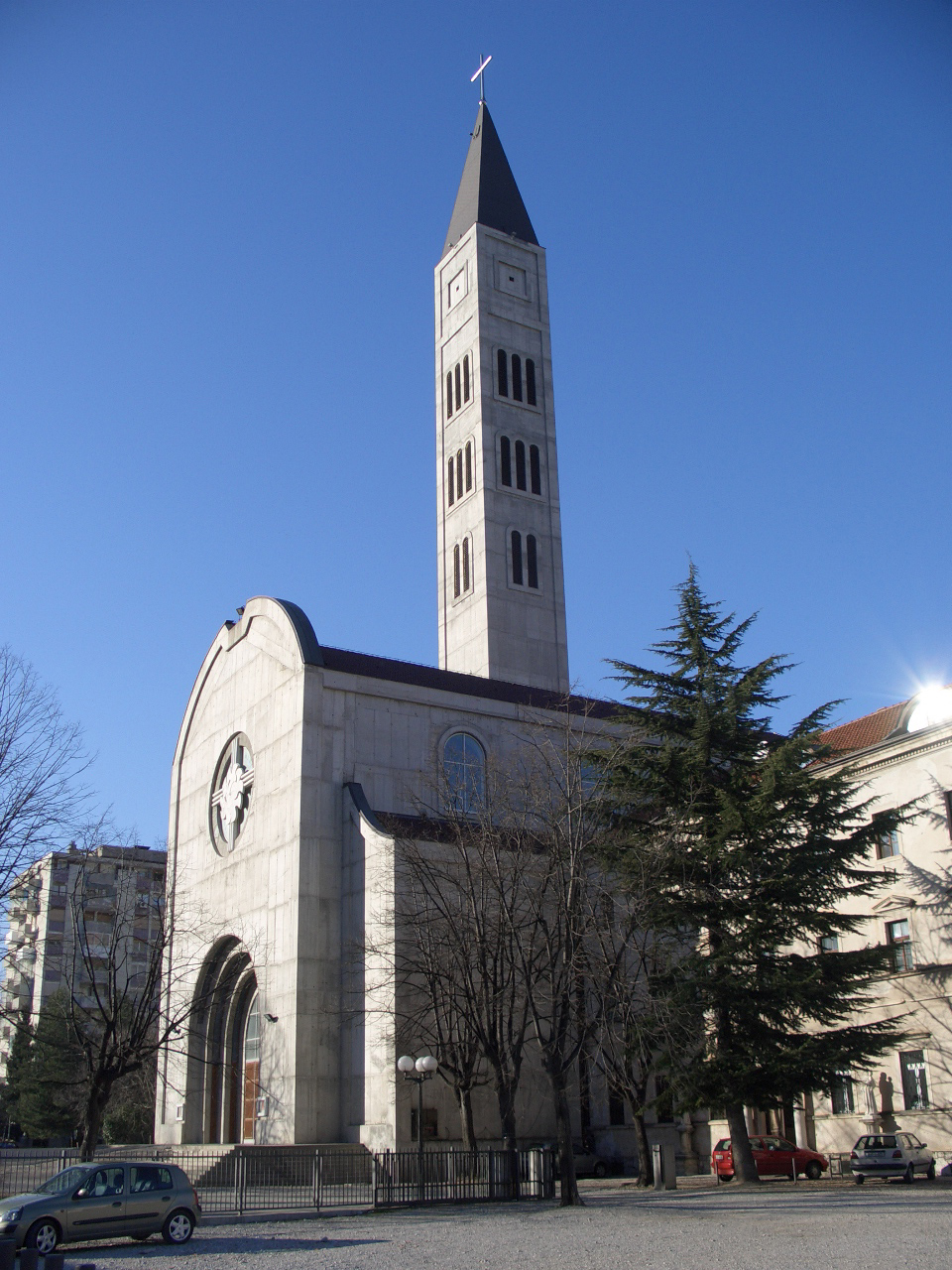
聖彼得教會

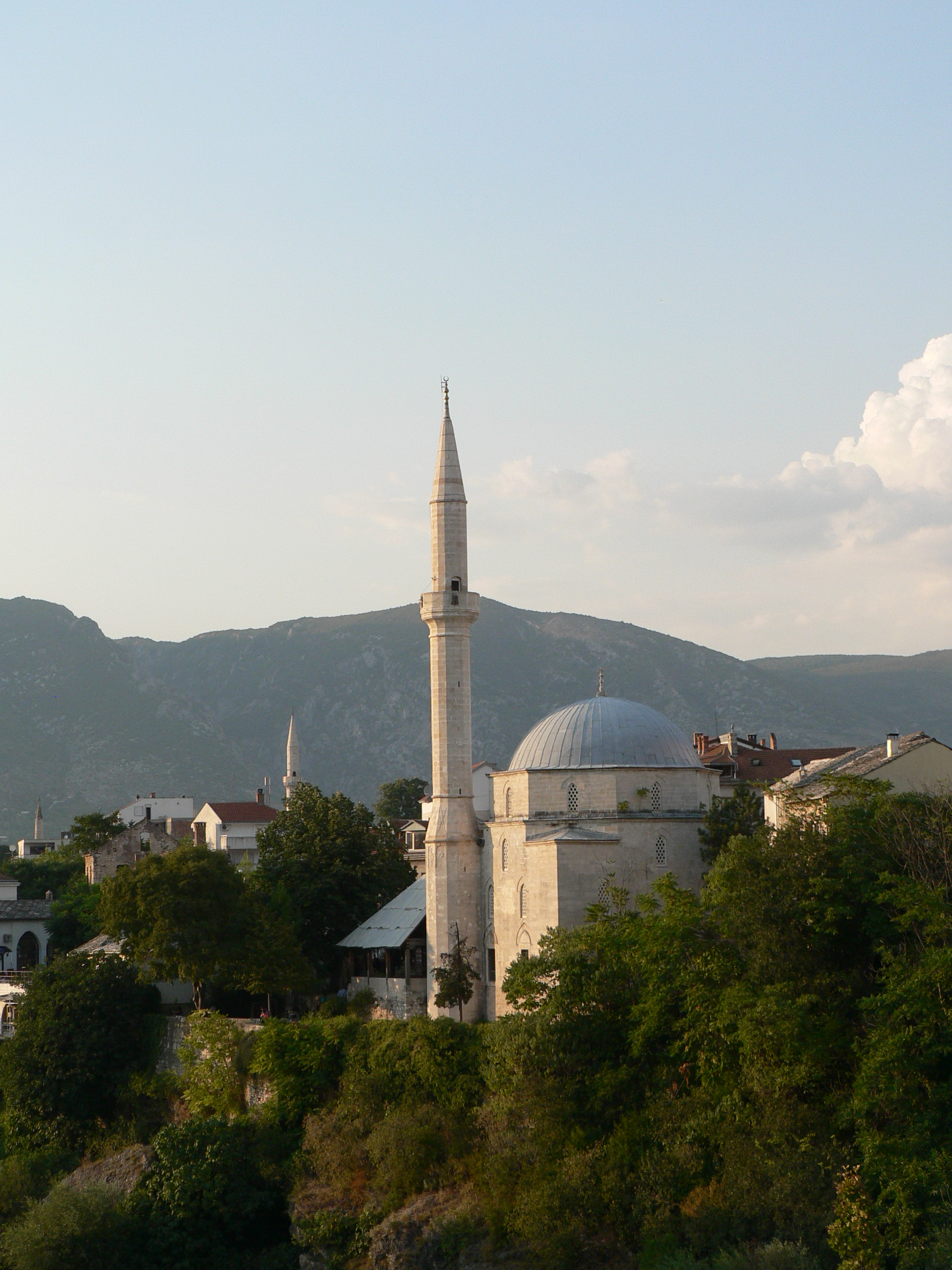
科斯基·麥哈麥德帕夏清真寺

1995年波黑戰爭結束后，莫斯塔爾以極快的速度復興。因戰爭而化為廢墟的場所建設了新的住宅和購物中心。莫斯塔爾處在歐盟的監管團的直接監管之下，舉行了各種選舉，并調解了民族關係、城市也得到了正常的管理。另外，復興耗資了超過1,500萬美金。1999年，被破壞的老橋和附近的歷史建築物開始重建，在2004年幾乎都已經完成。復興得到了西班牙、美國、土耳其、荷蘭、克羅埃西亞的資金支持。2004年7月23日，在森嚴的警戒下，老橋正式重新開放。在老橋重建的同時，阿加汗文化信託基金會（AKTC）和世界文物建築基金會（WFMN）在5年間致力于歷史古城莫斯塔爾的重建和復興。民眾在很早就意識到若不恢復莫斯塔爾舊市區的風貌，只重建老橋是缺乏意義的。爲了幫助重建莫斯塔爾古城，特別是老橋附近地區，因此制定了舊市區的保存計劃和個別建築的重建計劃。人們還設立了斯塔里格勒機構（Stari Grad Agency），擔當基於計劃復興的舊市區的建築群的運營及維持和宣傳莫斯塔爾文化及觀光等重要工作。斯塔里格勒機構正式開始處理業務和老橋的開業典禮是同一天。2005年7月，聯合國教科文組織將莫斯塔爾老橋和其附近的舊市區列入世界文化遺產。

## 行政
市議會擔任監督市長公務的指責，議員是市民的代表。市議會為一院制，由35名議員組成，有議長1名，代理議長2名，這些人也是議員。莫斯塔爾設有支援稅務、城市規劃、經濟、文化、教育、議會的17個政府部門，提供行政服務。在市镇內設有6個支所。2008年10月5日，波黑舉行了地方選舉，克羅埃西亞民主同盟（HDZ BiH）雖然獲得最多選票，但莫斯塔爾的無市長狀態仍未解決，無市長狀態持續了440天。在這期間，曾在市議會選舉過17次市長但均未能成功。莫斯塔爾並非經由市民直接投票產生，而是在市議會選舉，獲得三分至二以上得票的議員就任市長。未能選出市長的原因之一是市長得票數要求被提高。在駐波黑國際高級代表的介入，加上莫斯塔爾市法律的修改，HDZ BiH的盧保·貝什利奇（Ljubo Bešlić）被選為市長。
2004年，波黑通過了一條關於莫斯塔爾市的法律，構成莫斯塔爾市中心的六個區被正式統合為一個市。現在制定的市徽和市旗也是因此而來。當時的駐波黑國際高級代表是英國人派迪·阿什道恩，他促進了這項法律的通過。在此之前，莫斯塔爾以內雷特瓦河為界，分為三個克羅埃西亞人地區和三個波士尼亞克人地區，共計由六個區組成。這一制度對人口少於克羅埃西亞人的波士尼亞克人有利。由於在其他城市發生了選舉時選出議員數及選舉區和選民數之間明顯不平等的問題，克羅埃西亞人借此指出莫斯塔爾的行政區劃並不公平。而這個問題也導致無市長狀態的產生。2011年，波黑憲法法定判決莫斯塔爾市的自治法律違反波黑憲法，要求進行部份改善。

## 文化
莫斯塔爾在藝術、餐飲、音樂、劇場、博物館、文學等文化方面均有突出特色。黑塞哥維納著名的作家和詩人阿萊克薩·山提克（{Aleksa Šantić）及伊萬·作弗哥、普雷德拉格·馬特維耶為奇（Predrag Matvejevic）、希姆佐·波洛維納（Himzo Polovina）等都出身自莫斯塔爾。莫斯塔爾舉行的重要文化活動有Dani Matice Hrvatske，這項活動得到克羅埃西亞政府及波黑聯邦政府的支持。夏季有Santic Poetry Evenings和莫斯塔爾夏日節（Mostar Summer Festival）、波黑合唱節（Festival of Bosnia and Herzegovina choirs / ensembles）等詩歌和音樂的文化活動。主要的音樂活動除了自1955年開始舉行的莫斯塔拉旋律節（Melodije Mostara）之外，還有克羅埃西亞國立劇場組織的Mostarska Liska和莫斯塔爾青年劇場組織的國際性詩歌節，舉行有多種多樣的文化活動。

### 建築
莫斯塔爾在15世紀後期至19世紀後期由奧斯曼帝國統治，其奧斯曼時期的建築群和之後奧匈帝國統治時期修建的、受到外國影響的建築群巧妙結合。奧匈帝國時期，莫斯塔爾的市議會和奧匈帝國合作，對內雷特瓦西岸的地區進行了規劃整理，對基礎設施、通信和住宅了建設進行了投資。興建了基礎設施，莫斯塔爾的東西連為一體。值得注意的建築物有薩拉熱窩的建築家約瑟普·萬察什（Josip Vancaš）設計的行政機構的建築物及1902年由弗蘭提斯克·布拉熱克（František Blažek）設計的文科中學。
1948年至1974年，建設了金屬加工工廠和綿織物工廠、鋁製品工廠。工廠的建設使得勞動人口增加，莫斯塔爾的人口從1945年的18,000人增加到1980年的100,000人。由於內雷特瓦河東岸當時基礎設施不足，政府決定在西岸建設大規模集體住宅。在這段期間，隨著現代化裝配式建築的出現和模組化，人們能夠大量修建建築物。功能性的商業大樓也開始在歷史建築較多的東岸出現，并替換了自奧斯曼時期就存在的建築物。而在1970年代至1980年代，因經濟穩定加上來自海外的投資增加，都市的文化財產的重建和保護得到進展。莫斯塔爾舊市區得到保存，城市實施可持續的經濟計劃，吸引了許多來自亞得里亞海沿岸的觀光客，給都市的經濟帶來活力。而這十年來的計劃使得莫斯塔爾在1986年獲得阿加汗建築獎。克里瓦丘普里亞石橋建于莫斯塔爾老橋之前，是一座試驗性的單拱石橋。建於1558年，由奧斯曼建築家建造，在1566年完工。Ćejvan Ćehajina 清真寺建於1552年，是莫斯塔爾歷史最長的清真寺，之後又在清真寺內建設了伊斯蘭學校。巴扎因鍛冶作坊而得名，目前有繪畫和老橋的銅製及青銅質雕刻、十六和拐杖銷售。科斯基麥哈麥德帕夏清真寺（Koski Mehmed-Pašina Džamija）建於1617年，開放參觀。參觀者可免費入場并拍照。叫拜樓也對一般人開放，可進入清真寺內。清真寺附近是特帕（Tepa）市場，是一座自奧斯曼時期就十分繁榮的巴扎。市場目前主要銷售黑塞哥維那生產的生鮮食品，主要銷售的有無花果和石榴。當地的蜂蜜在黑塞哥維那地區頗有名氣。

### 鄉土料理
莫斯塔爾的鄉土料理融合了西洋和東方要素。因長期受到土耳其統治，傳統的莫斯塔爾料理受到土耳其及中近東、其他地中海區域料理的影響。由於後來又被奧地利統治，莫斯塔爾料理也受到中歐的影響。巴爾幹半島的知名料理ćevapčići（軟麵包夾羊肉）、布列卡、薩爾馬（菜卷）、Yaprak、木莎卡、Dolma（包心卷）等在莫斯塔爾都能品嘗到，也能嘗到果仁蜜餅和八寶飯等甜點。

## 觀光
莫斯塔爾是波黑重要的觀光地，有眾多來自波黑國內外的遊客通過鐵路、長途巴士、包機等方式來到莫斯塔爾。以莫斯塔爾老橋為中心的舊市區是莫斯塔爾最有名的觀光地。莫斯塔爾除了舊市區之外，還有殘存的早期基督教庫里姆巴西利卡、奧斯曼時期的公共浴池（公共浴場）、鐘樓（sahat kula）、猶太會堂（1889年）和猶太教徒的公墓、眾多教會、清真寺、方濟各會修道院、16至19世紀的奧斯曼住宅、克里瓦丘普里亞古橋（Kriva Ćuprija，意為彎曲的橋）、塔拉和赫勒比耶兩座古塔都值得一看。紀念二戰時的遊擊隊的紀念碑也是莫斯塔爾的象徵之一。紀念碑由塞爾維亞人建築家博格丹·博格達諾維奇（Bogdan Bogdanović）設計。在2006年被列入國家古跡。除了天主教的巡禮地默主哥耶之外，莫斯塔爾郊外的布拉加的德爾維希的特基雅修道院（Tekija）也同樣吸引信者和觀光客來訪。還有布拉加要塞等景點。另外莫斯塔爾附近自然景觀多樣，也有眾多遺跡。

## 教育
莫斯塔爾有19座高中和24座初等學校。在高中中有16所是職業學校，3所是文科中學。莫斯塔爾有三座大學，是莫斯塔爾大學（University of Mostar）、莫斯塔爾賈馬爾·比耶迪奇大學（University "Džemal Bijedić" of Mostar）和莫斯塔爾聯合世界學院（United World College in Mostar）。

## 人口
莫斯塔爾市內主要的兩個民族是克羅埃西亞人和波士尼亞克人。莫斯塔爾市的塞爾維亞人有很多在戰爭中都被迫離開城市，但仍有少數塞爾維亞人居住在莫斯塔爾。戰爭結束之後，市政也十分重視民族之間的平等。大多數克羅埃西亞人和波士尼亞克人都隔內雷特瓦河生活。
- 1981年
  - 克羅埃西亞人 - 36,927人 (33.5%)
  - 波士尼亞克人（穆斯林族） - 34,247人 (31.0%)
  - 塞爾維亞人 - 20,271人 (18.4%)
  - 南斯拉夫人 - 16,509人 (15.0%)
  - 其他 - 2,423人 (2.2%)
  - 合計 - 110,377人

- 1991年
  - 波士尼亞克人（穆斯林族） - 43,930人 (34.9%) [27]
  - 克羅埃西亞人 - 42,648人 (33.8%)
  - 塞爾維亞人 - 23,909人 (19.0%)
  - 南斯拉夫人 - 12,654人 (10.0%)
  - 其他 - 2,925人 (2.3%)
  - 合計 - 126,066人

## 經濟
莫斯塔爾主要依靠鋁製品和金屬加工業、農業、石材加工、觀光等產業。在民營經濟方面，中小企業在近年來有明顯發展。有數家知名的外資銀行在莫斯塔爾設有支行。莫斯塔爾有3座水庫，城市以水庫為基礎進行了生產開發。此外，還有利用風能和建設風車的計劃。波黑戰爭中的1991年至1995年期間，莫斯塔爾的重要企業或者關閉，或者因戰爭影響而受損縮小。包括了製造軍用機的SOKO的工場和製造香煙的工廠Fabrika duhana Mostar、食品工業的Hepok。1981年，莫斯塔爾的人均GDP是南斯拉夫平均水準的103%
。莫斯塔爾唯一的一家自南斯拉夫時代存續至今的企業是Aluminij，這家企業也是波黑的一家重要企業，和眾多國際企業有著密切的關係。Aluminij的利潤每年都在穩定增長，和國際級企業戴姆勒及菲亞特均有關係。自1997年以來，莫斯塔爾是每年舉辦的國際經濟論壇Međunarodni sajam gospodarstva的主辦城市。自1997年以來，莫斯塔爾還每年都舉辦國際經濟博覽會（Međunarodni sajam gospodarstva），博覽會設有葡萄酒展區等展區。

## 交通
莫斯塔爾有一個鐵路車站和兩個巴士車站。其中的一個巴士站也是鐵路車站。連接普洛切和首都薩拉熱窩鐵路線途經莫斯塔爾，有開往薩拉熱窩及克羅埃西亞的薩格勒布、普洛切的列車。由於列車列車的運行班數只有數班往返，大多數旅客都選擇長途巴士。莫斯塔爾最重要的幹綫道路是M17號線（歐洲高速公路73號線，E73），這條道路也通往克羅埃西亞的布洛切港和梅特科維奇、薩拉熱窩。有從莫斯塔爾長途汽車站及火車站出發，途徑還有M17號線開往薩拉熱窩的巴士，每天往返10班。此外還有開往克羅埃西亞各城市的巴士。長途巴士由薩拉熱窩的Centrotrans公司（Eurolines下屬企業）、古爾德的Autoherc公司、默主哥耶的Globtour公司等公司營運。南斯拉夫時代，莫斯塔爾地區的公共交通由Autoprijevoz公司運營，現在則是由莫斯塔爾市下屬的莫斯塔爾巴士公司負責。莫斯塔爾巴士的特點是其黃色的車身，巴士車輛由日本捐贈。莫斯塔爾國際機場位於南郊的奧爾特耶，目前沒有定期航班，主要供來自意大利等地前往默主哥耶的巡禮者和觀光客的包機使用。

## 體育
莫斯塔爾最為流行的體育是足球。當地的足球俱樂部中，波什尼亚克人支持的是維列茲队，克羅埃西亞人支持的是兹里尼斯基队。波黑戰爭之後，各民族支持的球隊變得逐漸不同。兩家球隊都參加波黑的頂級足球聯賽波斯尼亞和黑塞哥維那超級足球聯賽的賽事，而兩隊之間的比賽也場面十分火爆。兹里尼斯基队的主場球場是比耶利布里耶格体育场，維列茲队的主場球場是罗杰尼体育场。籃球俱樂部HKK莫斯塔爾兹里尼斯基是波黑國內聯賽中的強隊。

## 姊妹城市
- 克羅埃西亞斯普利特
- 塞爾維亞克拉古耶瓦茨

## 畫廊

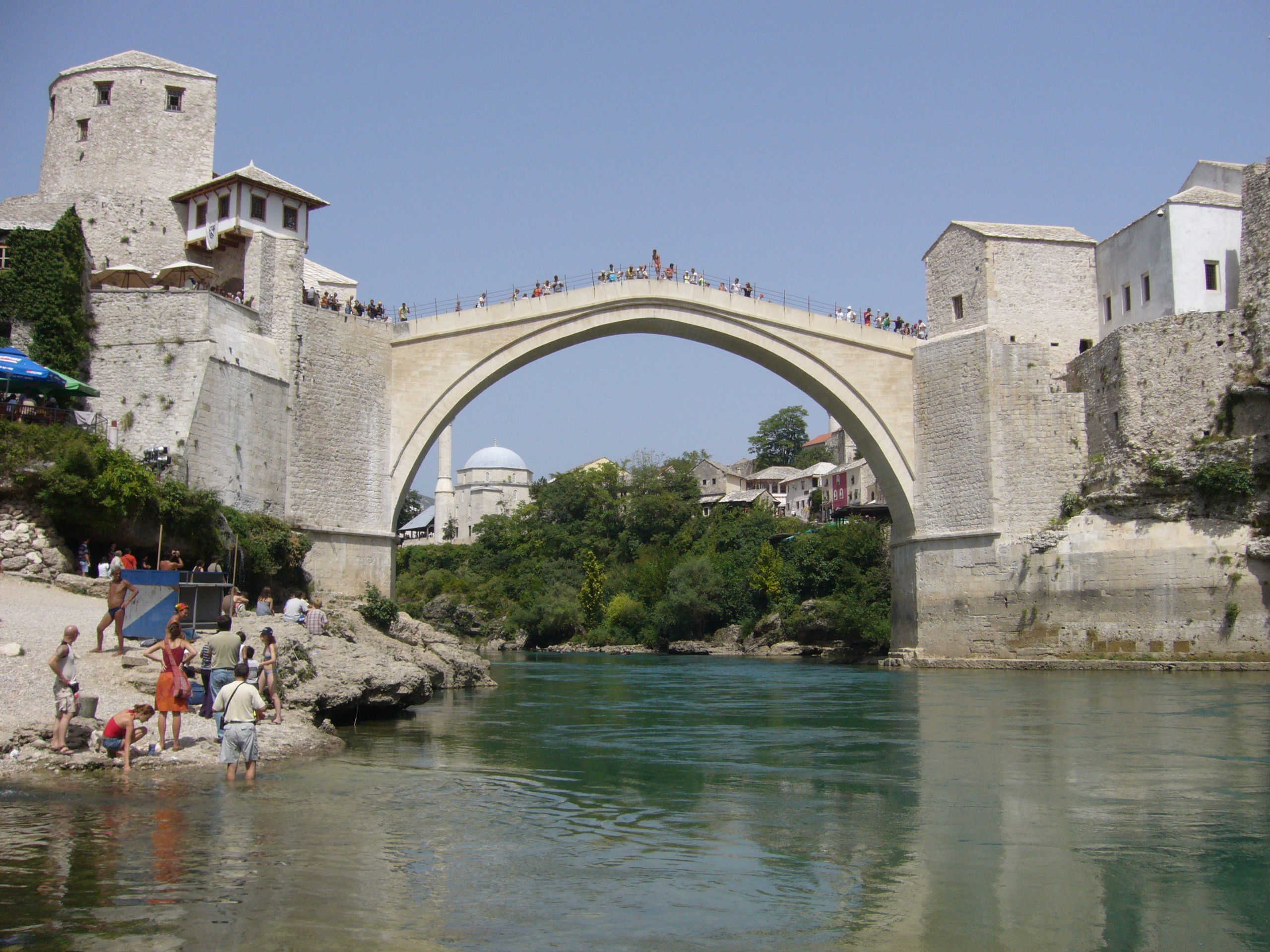
夏季的莫斯塔爾老橋
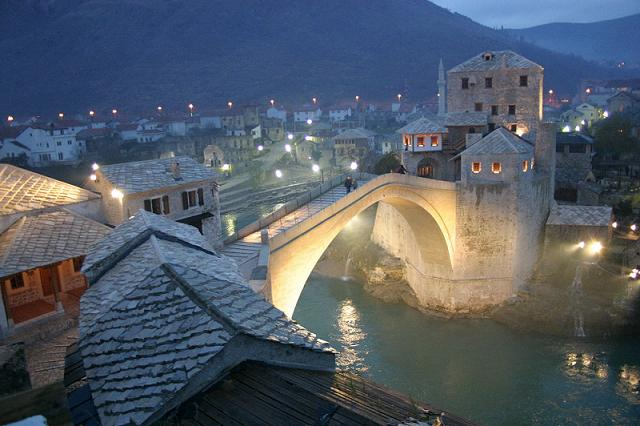
夜晚的莫斯塔爾老橋
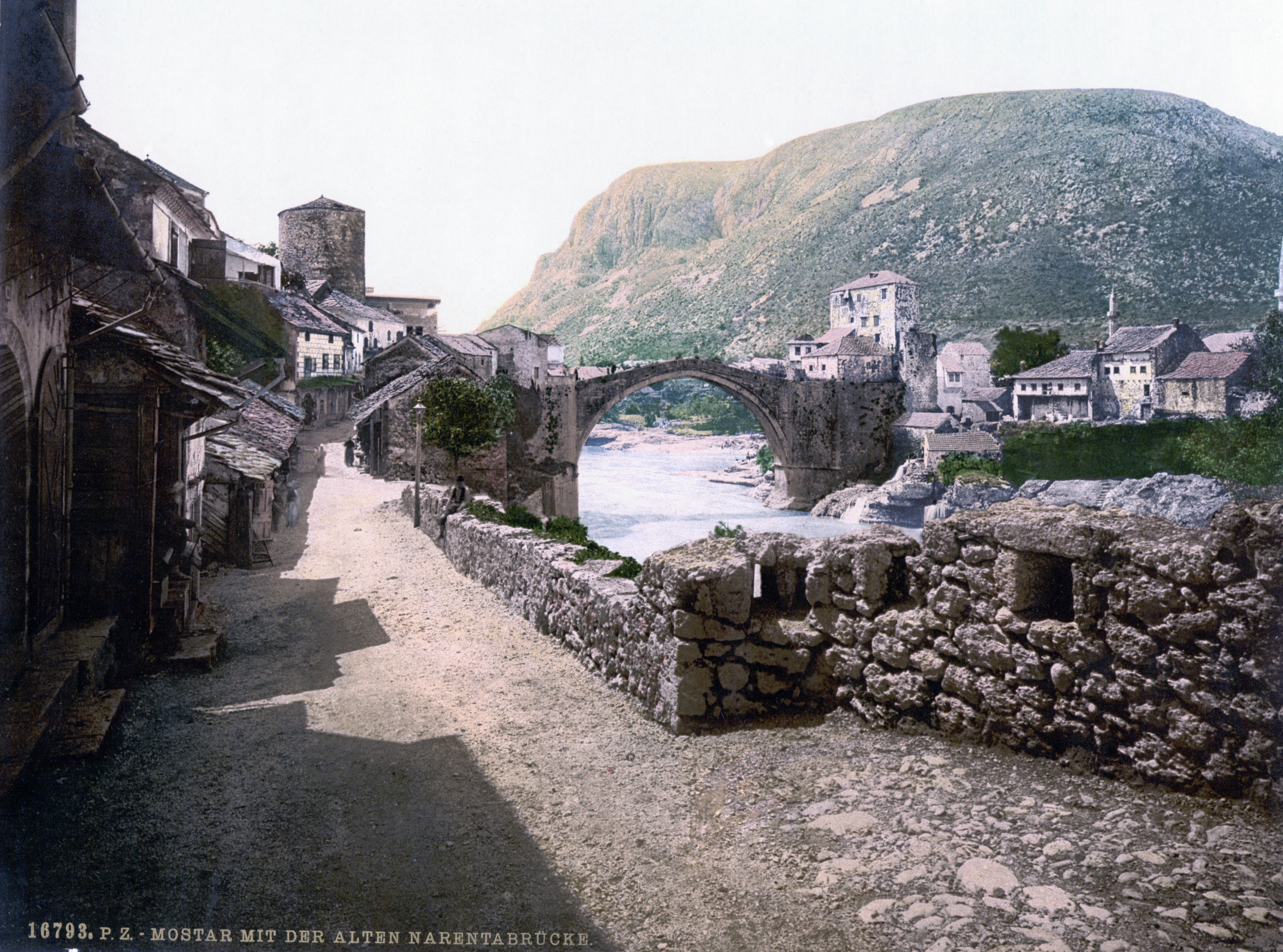
1900年時的莫斯塔爾老橋
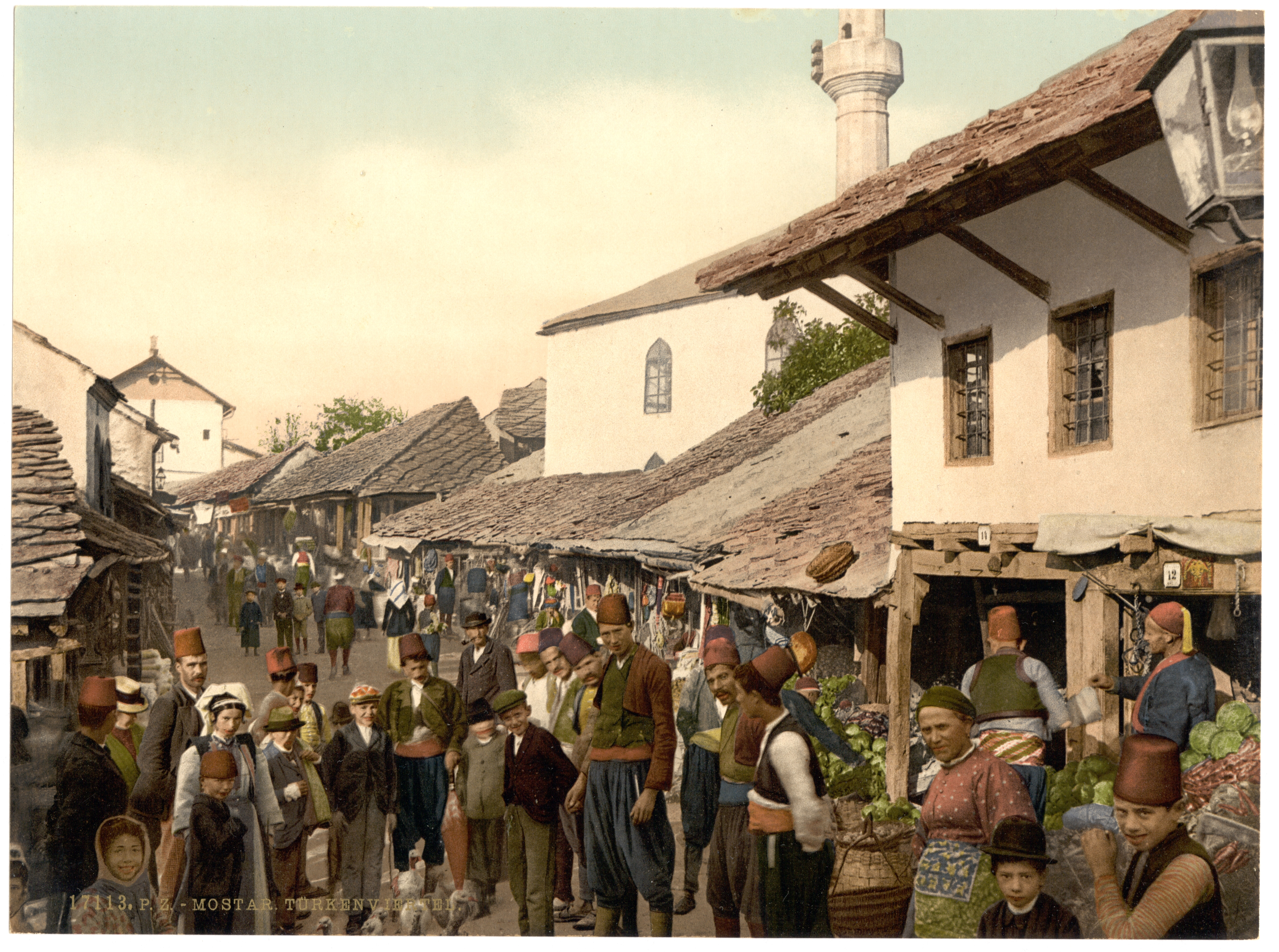
20世紀初的莫斯塔爾舊市區
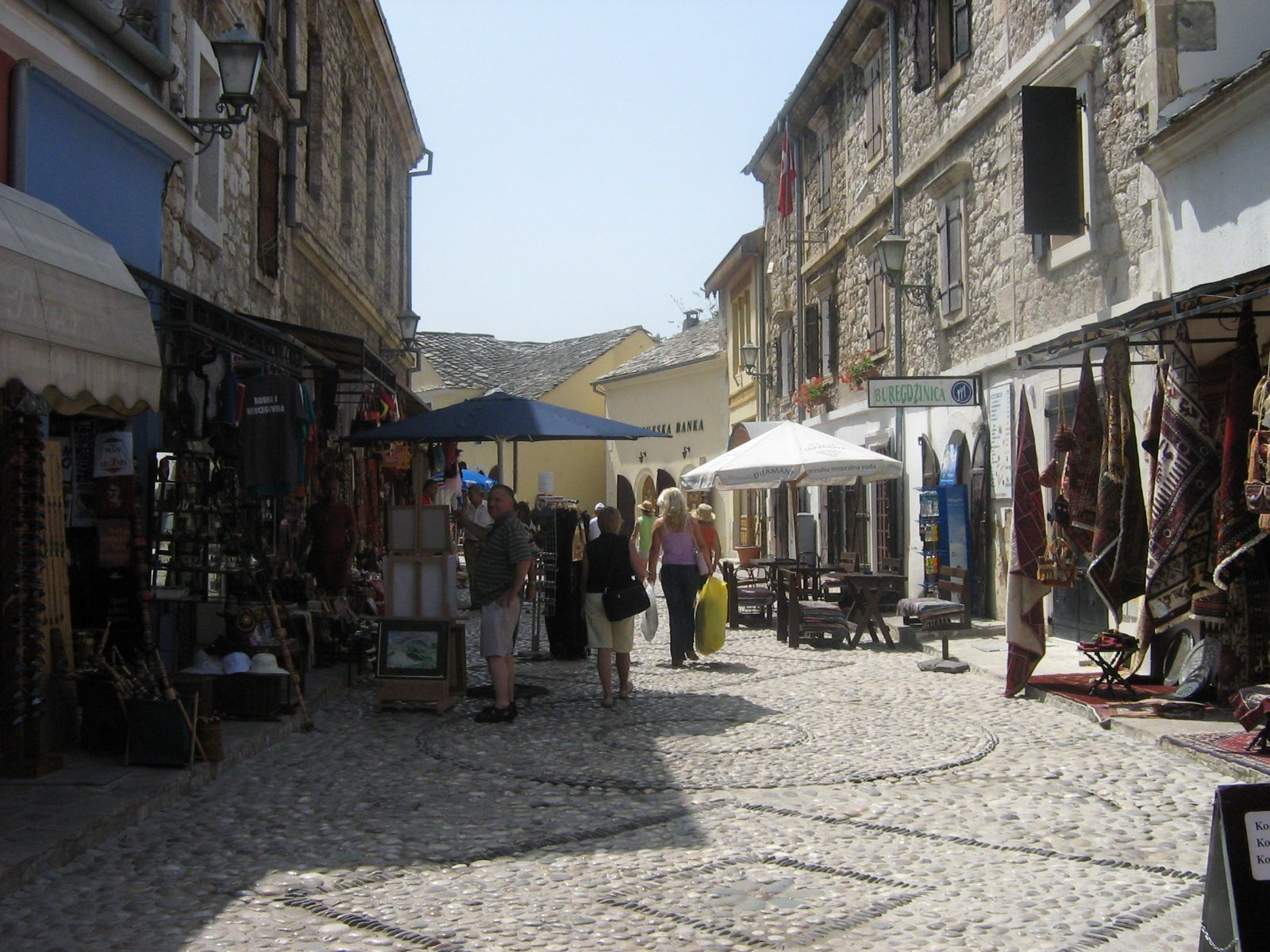
舊市區
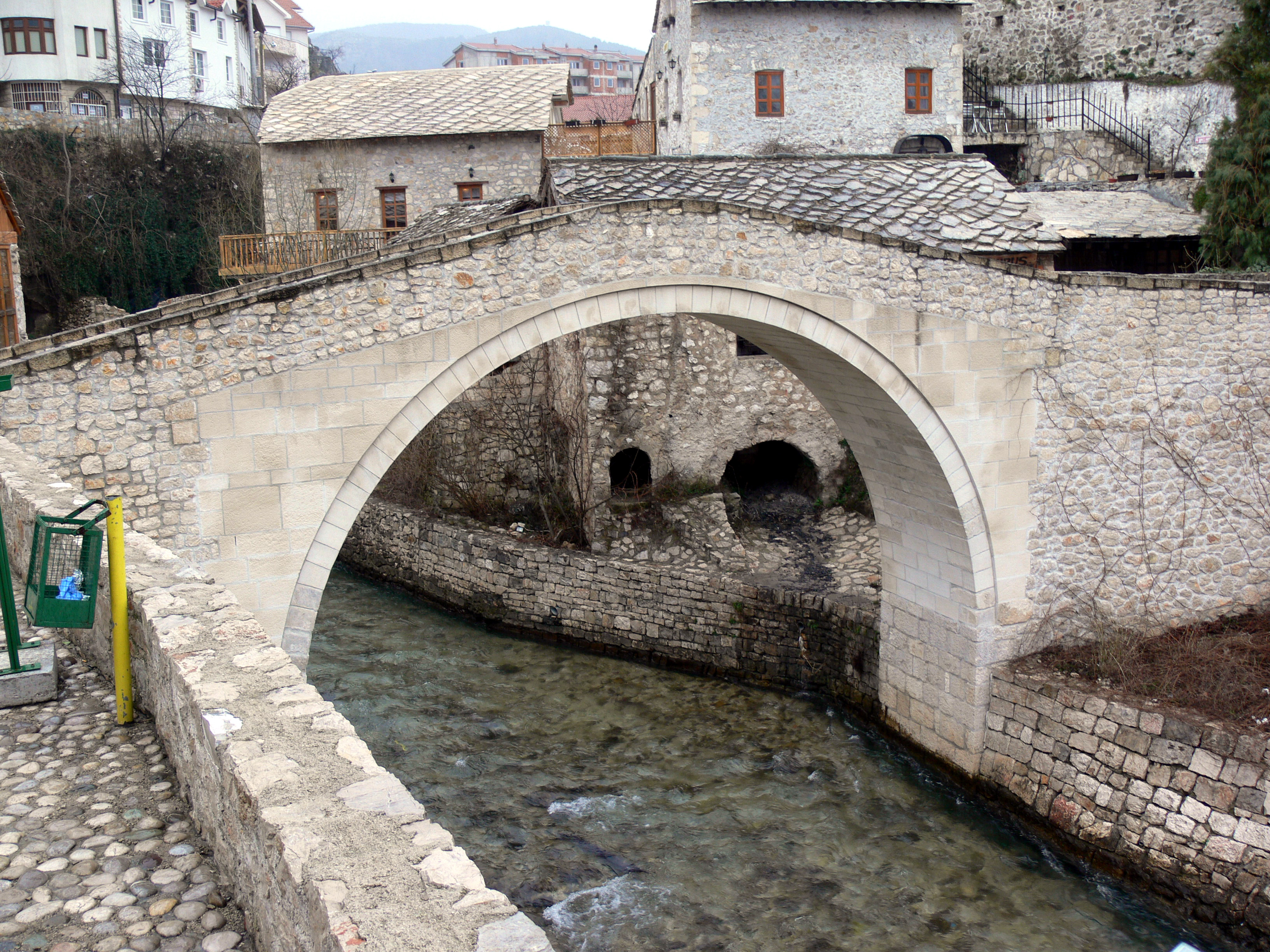
架在內雷特瓦河右岸支流上的克里瓦丘普里亞石橋
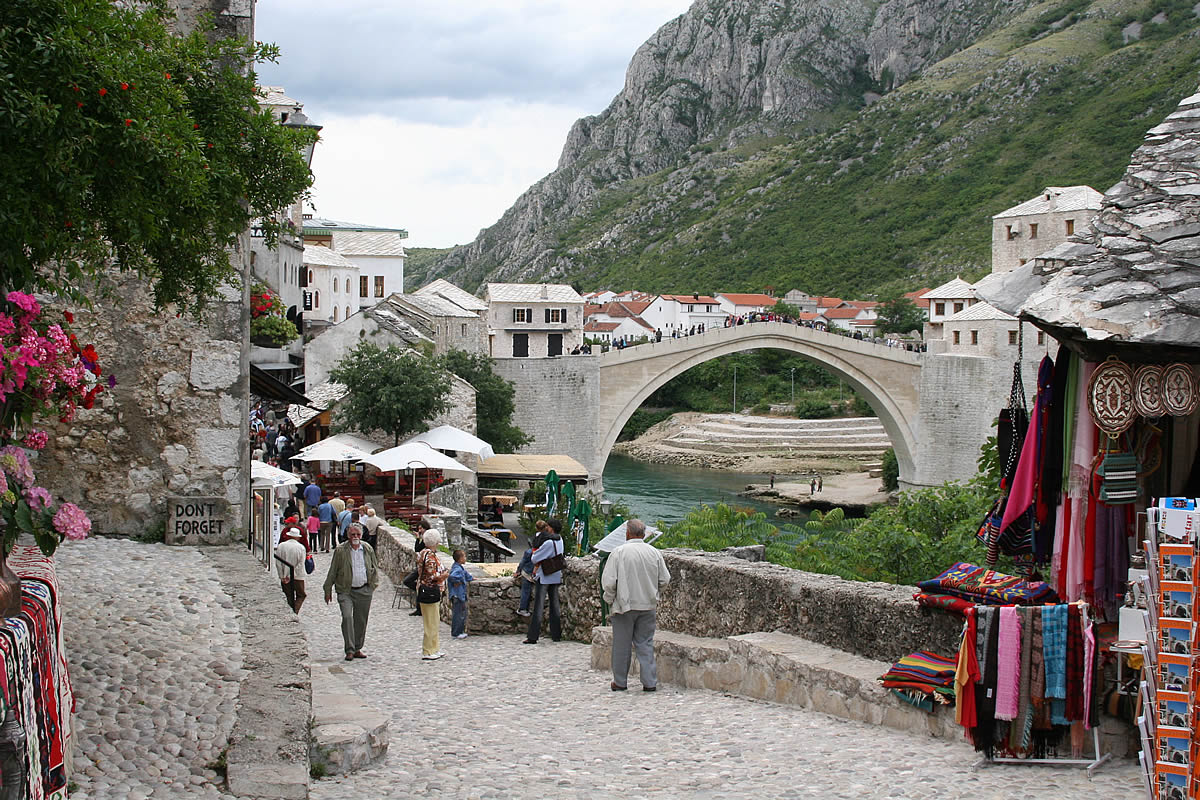
Kujundžiluk街的銀工藝品店
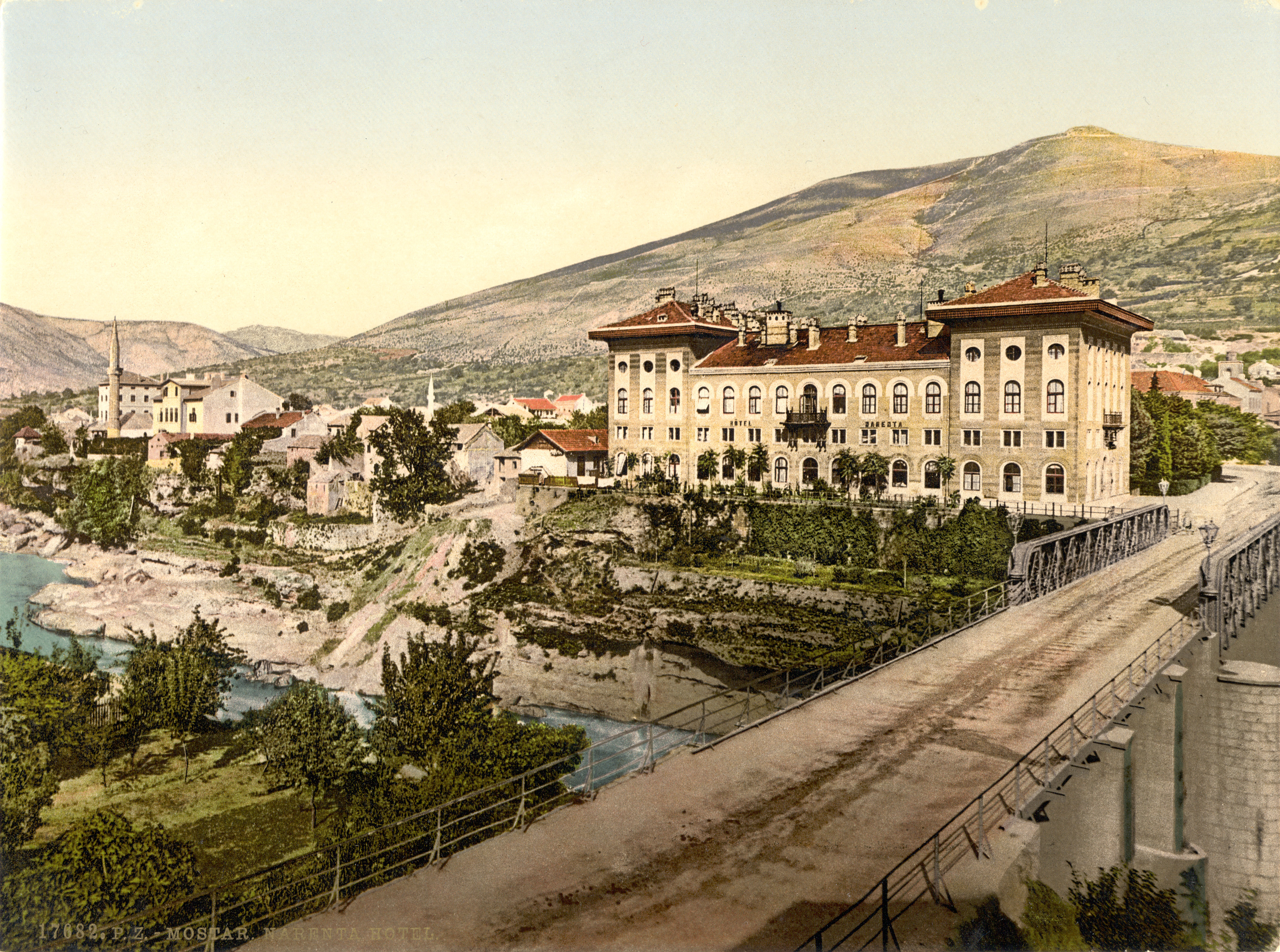
1890年至1900年時的內雷特瓦賓館和姆薩拉橋
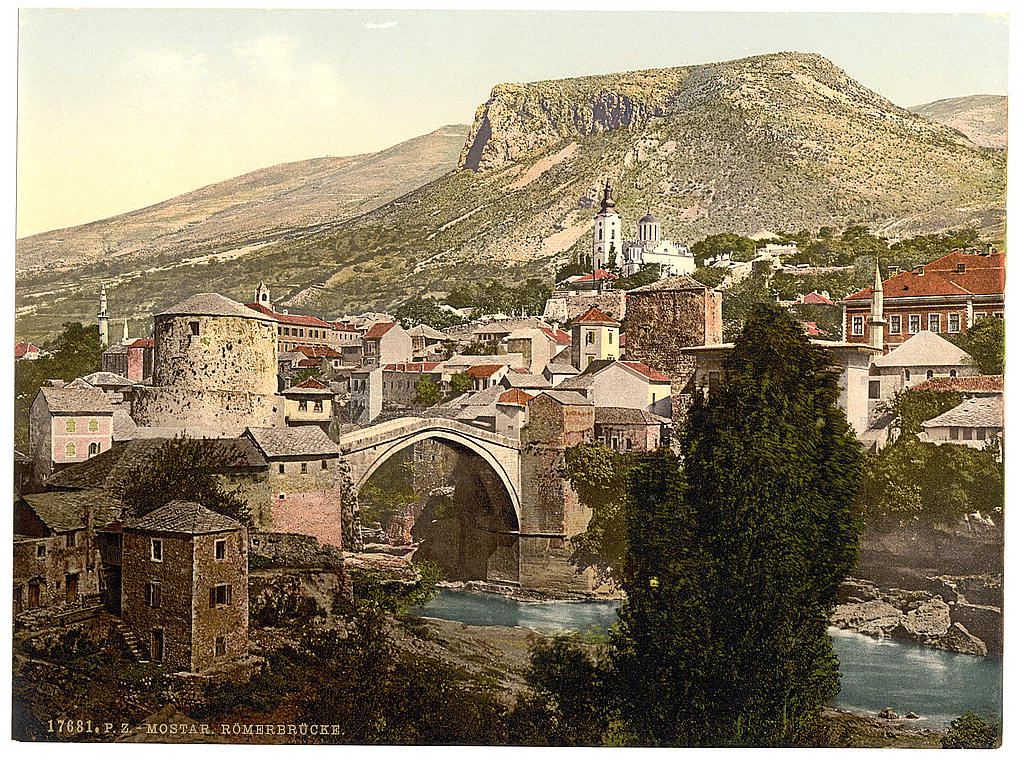
莫斯塔爾老橋和會衆派教會 1890年-1900年
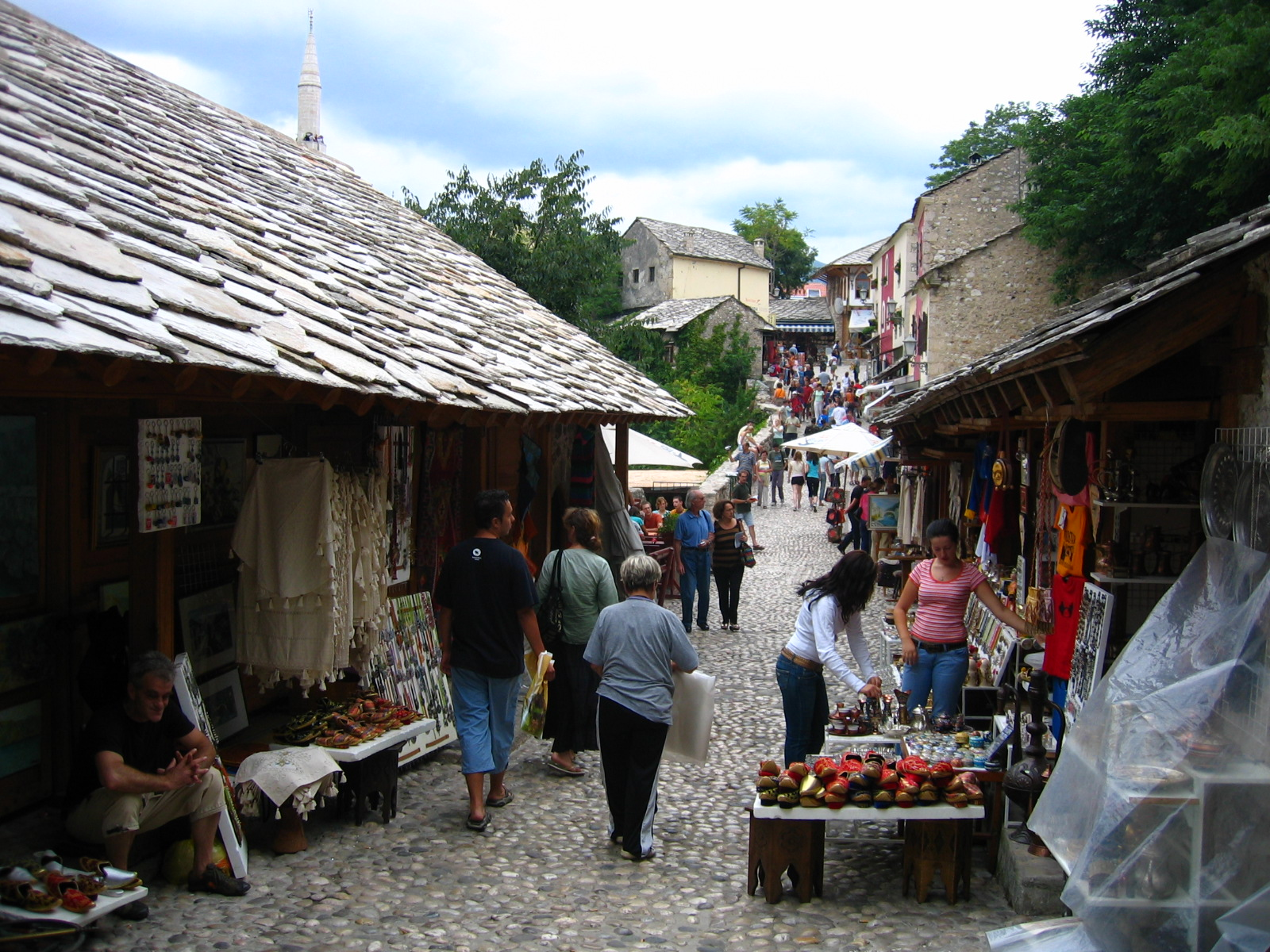
莫斯塔爾的舊市區
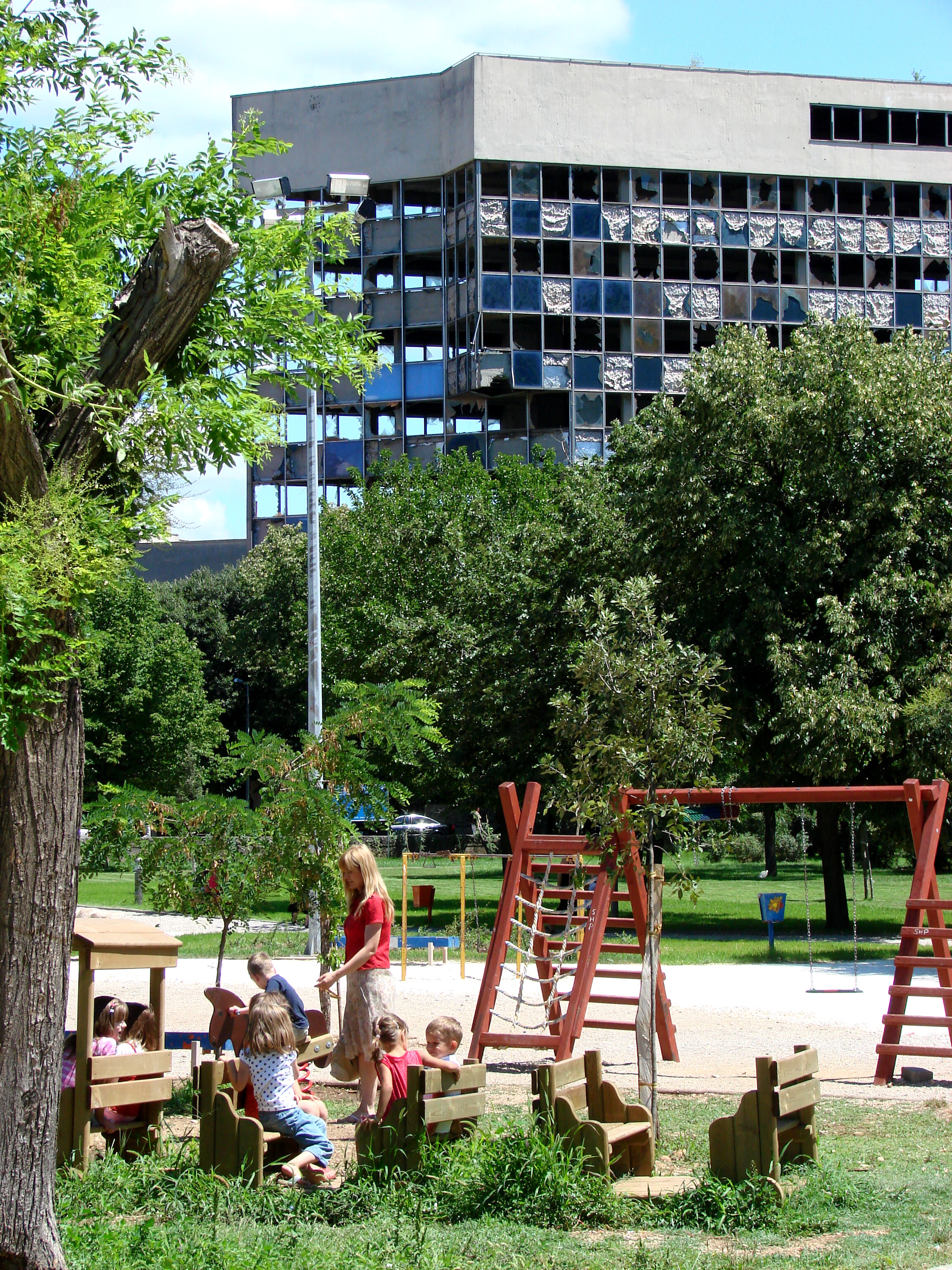
茲利涅維茨都市公園
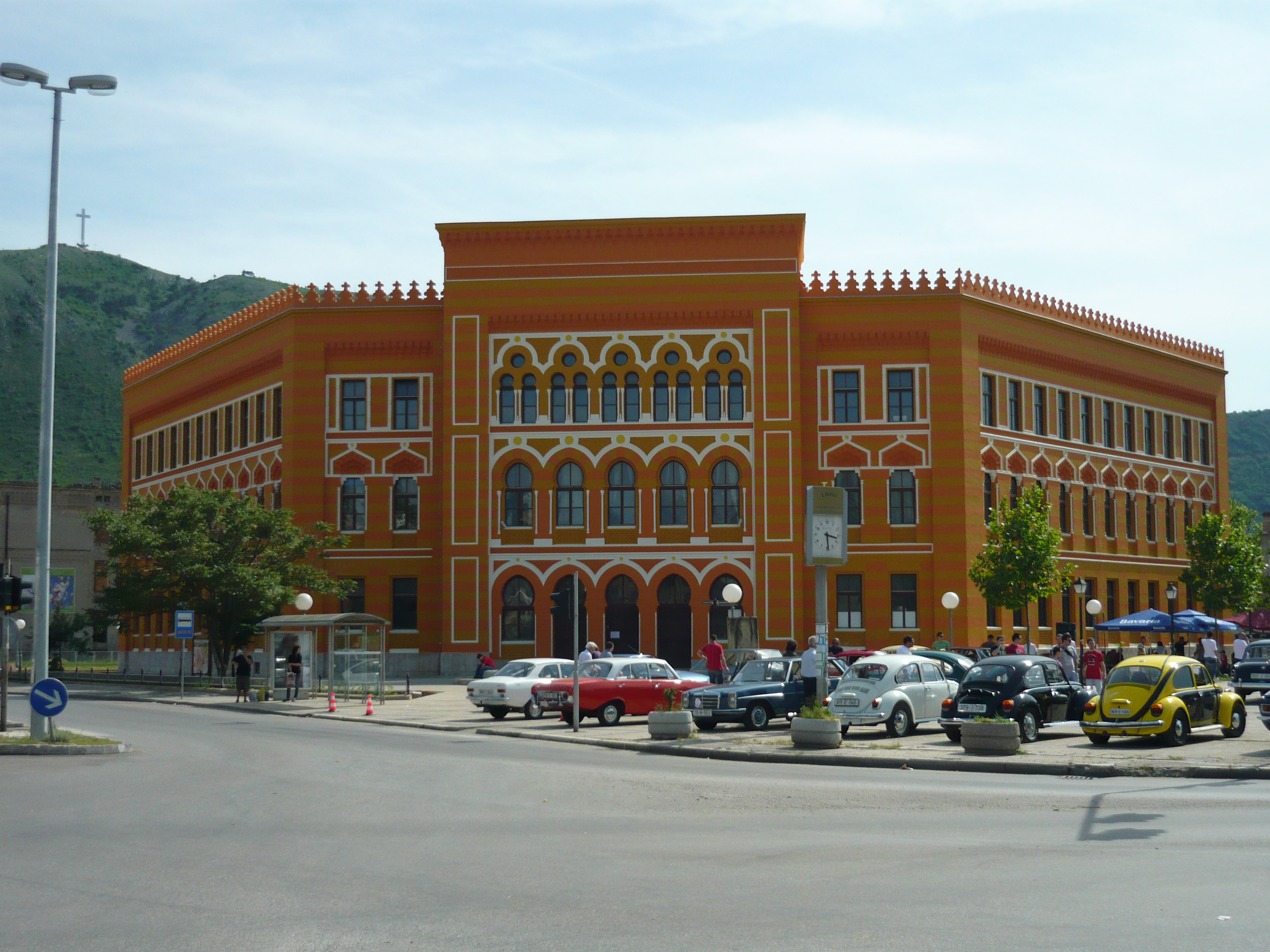
莫斯塔爾文科學校
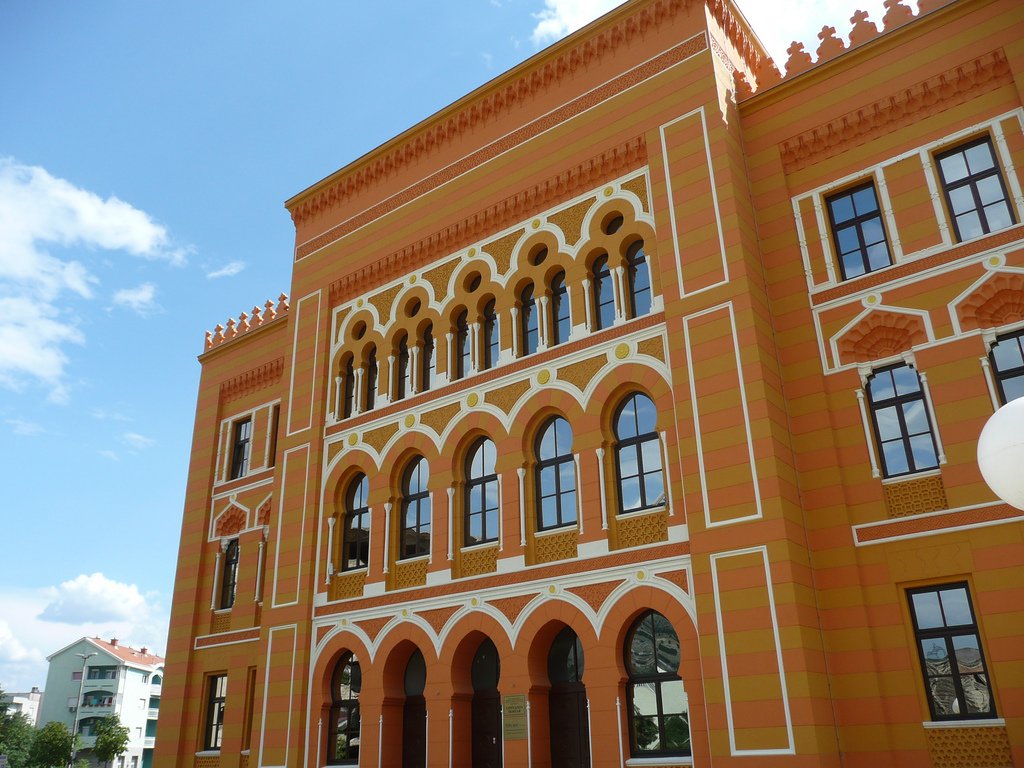
弗蘭提斯克·布拉熱克設計的莫斯塔爾文科學校
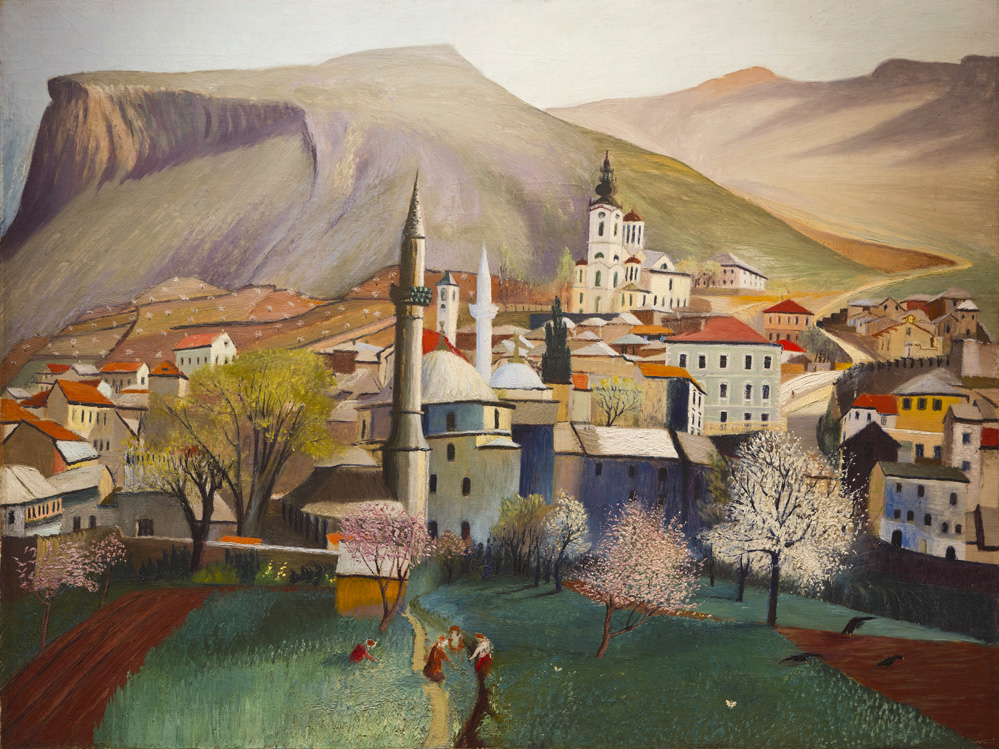
莫斯塔爾的春天
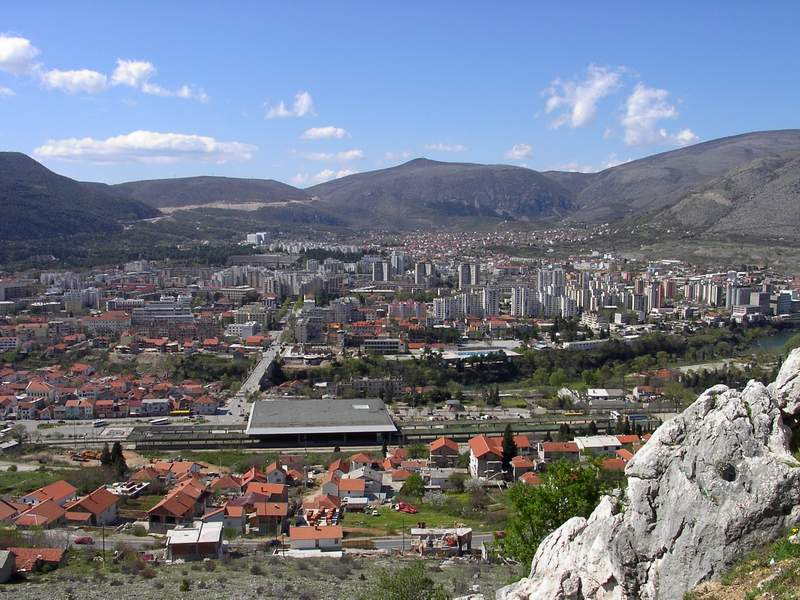
莫斯塔爾市區俯瞰
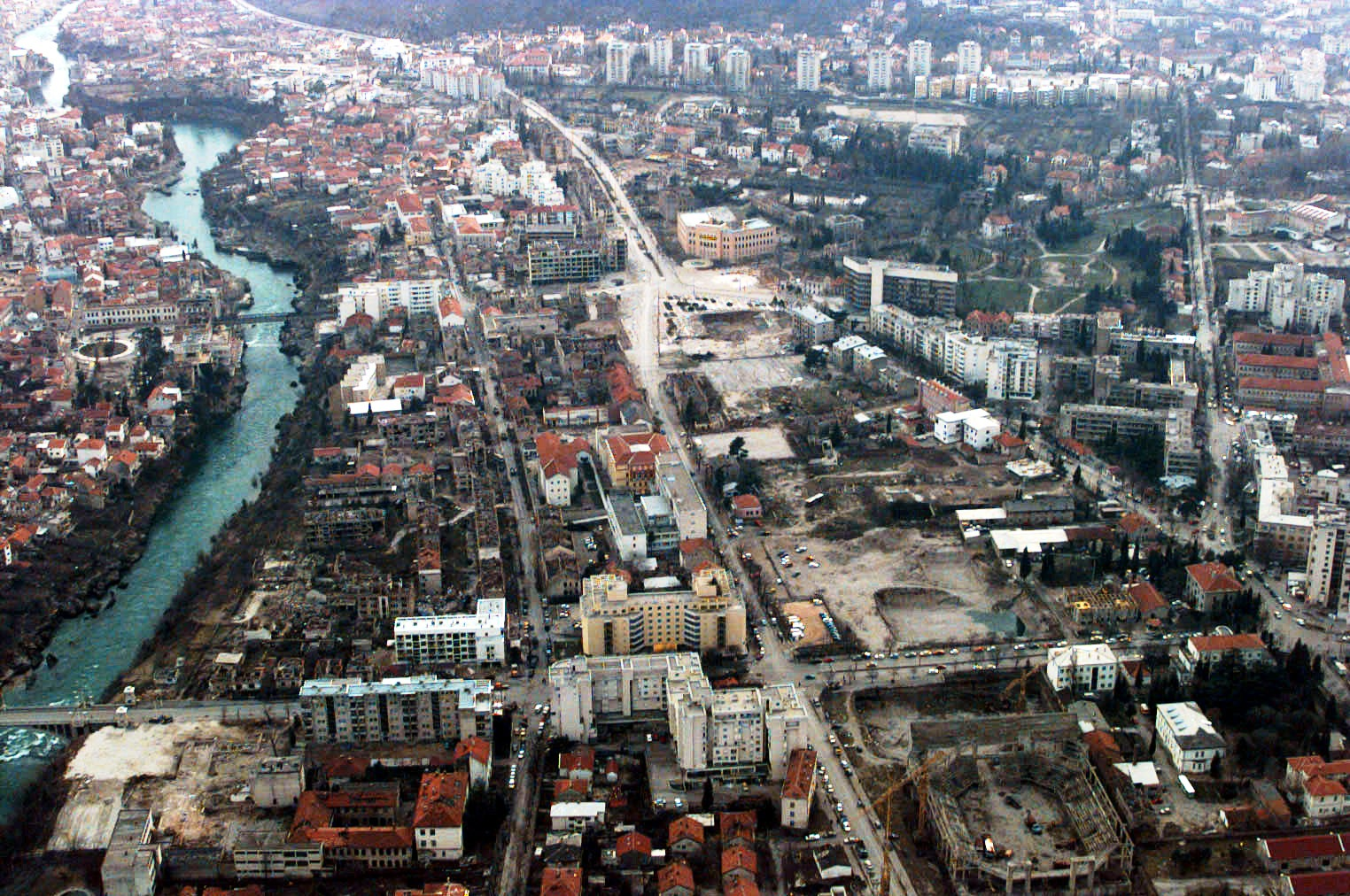
1997年的莫斯塔爾

## 外部連結
- 官方网站
- Mostar International Airport （页面存档备份，存于）
- Bridge opens but Mostar remains a divided city （页面存档备份，存于）, The Guardian, July 23, 2004
- War documentary about besieged East Mostar, the bloodiest place in Herzegowina during the Bosnian War. （页面存档备份，存于）